# Średnia chronologiczna
Średnia chronologiczna – miara średnia szeregu czasowego, zmodyfikowana postać średniej arytmetycznej, stosowana dla szeregów momentów, tzn. do wyznaczania przeciętnego poziomu zjawiska obserwowanego w różnych momentach czasu.

## Wzór
Średnią chronologiczną {\displaystyle n} liczb {\displaystyle y_{1},y_{2},\dots ,y_{n}} nazywamy liczbę {\displaystyle y_{ch}} taką, że:
{\displaystyle y_{ch}={\frac {{\frac {y_{1}+y_{2}}{2}}+{\frac {y_{2}+y_{3}}{2}}+\ldots +{\frac {y_{n-1}+y_{n}}{2}}}{n-1}}.}